# 查立友
查立友（1964年1月—），男，江苏灌云人，中华人民共和国外交官，曾任中华人民共和国驻加尔各答总领事。

## 生平
早期在中华人民共和国国家经济委员会、中国企业管理协会国际劳工部、中共中央组织部培训中心、中共中央组织部办公厅任职。2008年，调入中华人民共和国外交部，任外交部领事司副司级干部。2012年，任驻美国大使馆参赞。2014年，任驻旧金山总领事馆副总领事。2019年1月，出任中华人民共和国驻加尔各答总领事。2024年2月，自驻加尔各答总领事离任。

## 家庭
已婚，有一子。